# روح معنوية

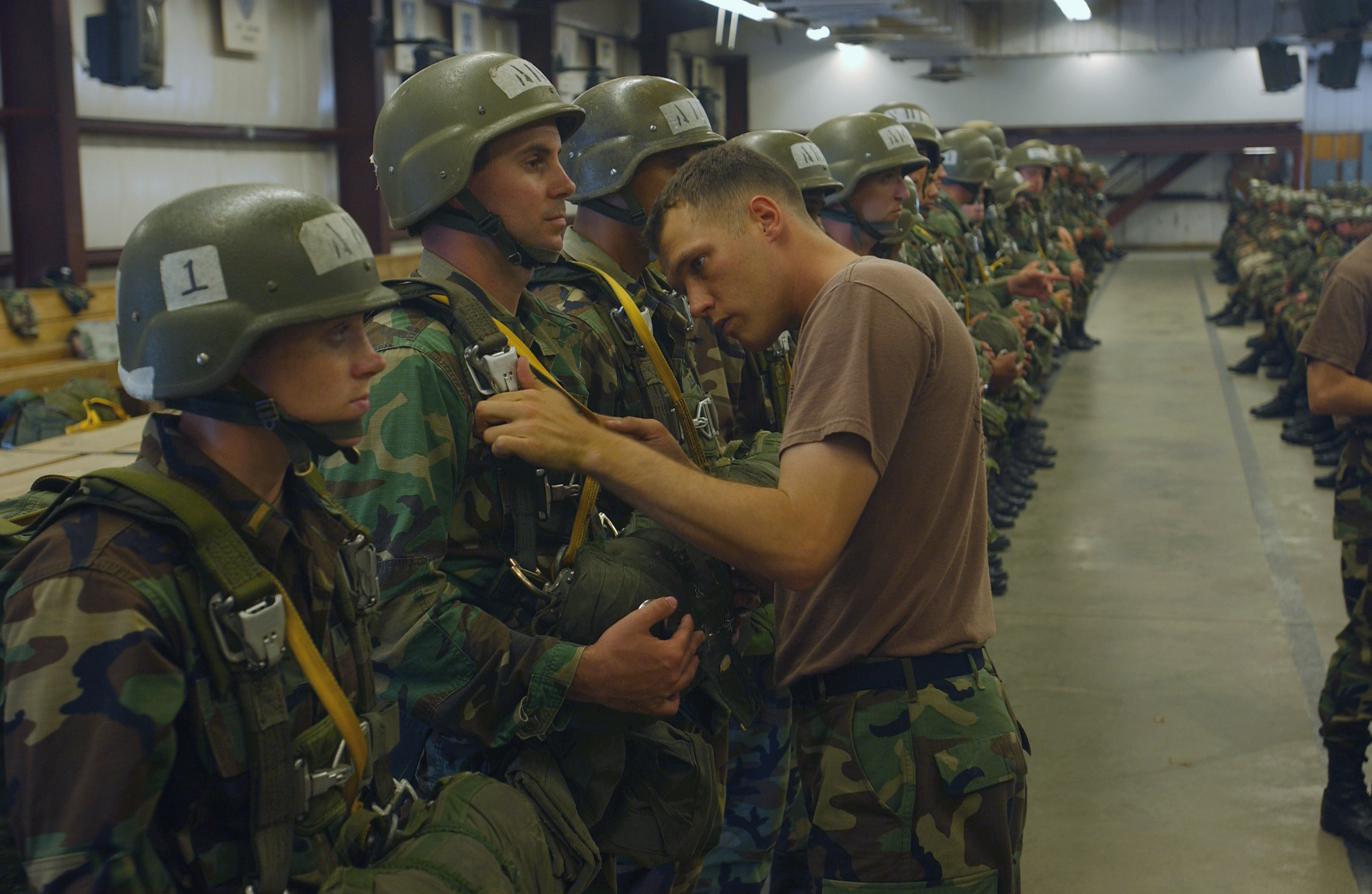

الروح المعنوية أو روح الجماعة هي قدرة أعضاء مجموعة على الحفاظ على إيمانهم بمؤسسة ما أو هدف وبخاصة عند مواجهة جهة معارضة أوضائقة. عادة ما يشير شخصيات ذو سلطة إلى هذا المصطلح على أنه حكم تقديري عام لقوة الإرادة والطاعة والانضباط الذاتي لمجموعة ما مهمتها أداء واجباتها التي عينها لهم شخص ذو منصب أعلى منهم. ووفقًأ لأليكساندر لايتون: «الروح المعنوية هي قدرة مجموعة من الناس للتعاون معًا بإصرار وثبات في السعي لتحقيق هدف مشترك». الروح المعنوية مهمة في الجيش لأنها تُحسِن وحدة التماسك؛ فدون روح معنوية جيدة، على الأغلب ستستسلم القوات العسكرية. تُقَيَم الروح المعنوية على المستوى الجماعي وليس الفردي، وفي وقت الحروب، الروح المعنوية للمدنيين هي أيضًا مهمة. تُعتبر روح الجماعة جزءًا هامًا في وحدة القتال.

## الجيش
عرف جنرال أمريكي الروح المعنوية أنه «عندما يعتقد جندي أن جيشه هو الأفضل في العالم، فإن كتيبته هي الأفضل في الجيش، وشركاؤه هم الأفضل في الكتيبة، وفريقه هو الأفضل من بين زملائه، وأنه هو نفسه أفضل جندي في زيِّهِ» _ نيكربوكر، 1941.
في العلوم العسكرية، للروح المعنوية معنيان: الأول يعني وحدة التماسك، أي تماسك فِرقة أو وحدة حربية أو مجموعات عسكرية أُخرى. الجيش الذي لديه خطوط إمداد جيد وغطاء جوي سليم وهدف واضح يمكن القول، بصفة عامة، أن لديه «روح معنوية جيدة» أو «عالية». تاريخيًا، وحدة النخبة العسكرية مثل قوات العمليات الخاصة لديهم «روح معنوية عالية» نتيجة إلى كلا من تمريناتهم والفخر في وحدتهم. عندما يُقال إن الروح المعنوية للوحدة «مستنفدة»، فهذا يعني أنها قريبة من «الانهيار والاستسلام». تجدر الإشارة إلى أن معظم القادة عمومًا لا ينظرون إلى معنويات أفراد بعينهم، بل ينظرون إلى «الروح القتالية» للأسراب، والفِرَق، والكتائب، والسفن، إلخ.

يؤكد كلوزويتز على أهمية الروح المعنوية والإرادة لكلا من الجنود والقادة، فالمتطلب الأول من كل جندي أن روح معنوية وشجاعة جسدية، من خلال كلا من تحمل المسؤولية وقمع الخوف. من أجل النجاة من رعب القتال، يجب أن يكون لديه روح قتالية لا تقهر، والتي لا يمكن تحقيقها إلا من خلال النصر والمشقة العسكرية. الجندي لديه غرضًأ واحدًأ فقط: "الغاية التي من أجلها يُجنَد الجندي، ويلبس زِيّه، ويُسَلّح ويُدَرب، الهدف الكامل من نومه، وأكله، وشربه، ومسيرته هو ببساطة أن يقاتل في المكان المناسب وفي الوقت المناسب.
لا يمكن فصل الروح المعنوية العسكرية عن الروح المعنوية المدنية إلى حد كبير؛ لأن كل منها يتفاعل مع الآخر، وكلاهما يعتمد إلى حد كبير على الإخلاص لسبب ما. ولكن هناك نوع معين من الروح المعنوية وهو الروح المعنوية العسكرية، فهي تبدأ من سلوك الجندي تجاه واجباته، وتتطور مع سيطرة الجندى على نفسه، إنها روح تُهيمن على الفرد وكذلك في المجموعة. سواء كان للجندي وسائل راحة جسدية أو يعاني من صعوبات جسدية قد يكون ذلك عاملاً ولكن نادراً ما يكون العامل الحاسم في خلق الروح المعنوية أو عدم خلقها، وأحد الأسباب المعروف والمتيقن منه هو: معرفة أن العدالة المستدامة تحكم الانضباط؛ أي الثقة بالنفس والافتخار بنفسه وبرفاقه وبقادته؛ ففخر الوحدة هو بإراتها؛ فهذه الأشياء الأساسية، مدعومة بتدابير الرفاهية والترفيه الذكية التي تنبض بالحياة بروح من الاحترام المتبادل والتعاون، لتلحم قوة قتالية محنكّة قادرة على الدفاع عن الوطن.
في أغسطس 2012، ذكر مقال بعنوان "الروح المعنوية للجيش تنخفض طبقًأ لدراسة" أن ربع واحد فقط من مسؤولي الجيش [الأمريكي] ومجندين متطوعين يعتقدون أن أكبر فرع عسكري في البلاد يتجه نحو الاتجاه الصحيح. "، وأن "... الأسباب الأكثر شيوعًا التي تم ذكرها للتوقعات القاتمة كانت" قادة غير فعالين" على المستويات العليا، خوفًا من فقدان الأفضل والألمع بعد عقد من الحرب، وهماك تصور، خاصة بين الجنود الكبار المتطوعين، بأن" الجيش أصبح لين للغاية" ويفتقر إلى الانضباط الكافي.

## في العمل
أُثبِت أن الروح المعنوية للموظفين لديها تأثيرًا مباشرًا على إنتاجيتهم، فهي واحدة من الركائز الأساسية لمجال الأعمال.

## وصلات خارجية
ماتيو إيرماكورا: الروح المعنوية للمدنيين، عام 1914-1918 نسخة على على الإنترنت. الموسوعة الدولية للحرب العالمية الأولى.